# Hans-Paul Bürkner

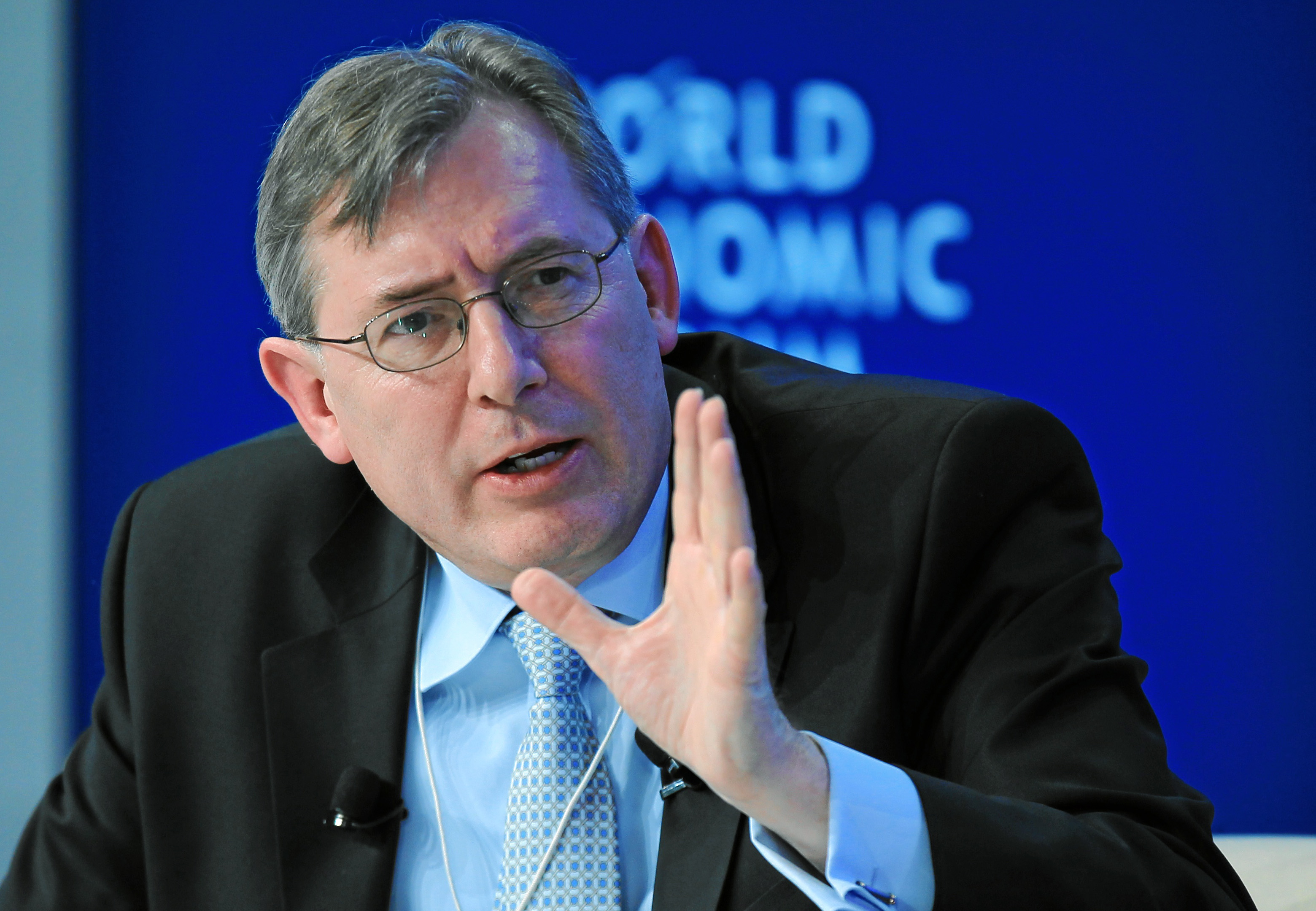
Bürkner während des WEFs 2012

Hans-Paul Bürkner (* 1952 in Varel) ist ein deutscher Unternehmensberater. Er war bis 2013 Chief Executive Officer der Boston Consulting Group.
Hans-Paul Bürkner studierte ab 1971 an der Ruhr-Universität Bochum und dazwischen im Studienjahr 1973/74  an der Yale-Universität (Abschluss MA in Economics) Wirtschaftswissenschaft (Volks- und Betriebswirtschaftslehre) und schloss 1976 mit dem Grad des Diplom-Ökonom ab. Anschließend promovierte er an der Universität Oxford mit Hilfe eines Rhodes-Stipendiums. Seine  Thesis beschäftigte sich mit dem Sparverhalten auf den Philippinen und in Thailand. Nach einer kurzen Tätigkeit im Bereich Corporate Finance und International Syndication bei der Commerzbank AG begann er 1981 bei der Boston Consulting Group und wurde dort 1987 Partner. In dieser Position baute er das Frankfurter Büro, das er von 1991 bis 1997 leitete, und die deutsche Banken-Praxisgruppe auf. Seit 1998 war er im deutschen Führungsgremium.
Die 355 weltweiten Partner der Boston Consulting Group wählten ihn 2003 zum fünften CEO der BCG und damit zum ersten Nichtamerikaner in dieser Position. Er folgte damit Carl W. Stern. 2006 und 2009 wurde er jeweils für drei Jahre wiedergewählt. Seit Januar 2013 ist er Verwaltungsratschef (Chairman) der BCG. Sein Nachfolger war Richard Lesser.
Seit 2013 ist Bürkner Vorsitzender der Deutschen Sektion der Rhodes-Alumnivereinigung.